# 미국 변광성 관측자 협회
미국 변광성 관측자 협회(American Association of Variable Star Observers, AAVSO)는 1911년 미국에서 설립된 천문학 국제 비영리 단체이다. 주로 아마추어 천문가들의 변광성 관측을 정리하고 관측 결과를 수집하여 평가 분석한 뒤 천문학자, 연구자, 교육자에게 제공하는 것을 목적으로 하고 있다. 장기간에 걸친 변광성 밝기 변화를 기록하고 있다.
전문 항성 관측자라고 하더라도 많은 변광성들을 지속적으로 관측하는 것은 불가능하다. 따라서 천문학 분야는 아마추어가 과학계에 공헌할 수 있는 얼마 되지 않는 분야 중 하나이다. AAVSO 국제 데이터베이스에는 100년에 걸쳐 1200만 건 이상의 관측 결과가 축적되어 있다. 약 2000명의 프로 및 아마추어 관측자들이 매년 5만 건의 관측 결과를 투고하고 있다.
AAVSO는 공공교육 분야에서도 활발하게 활동하고 있는데, 정기적으로 시민을 위한 교육 워크숍을 열어 아마추어 관측자를 공동 집필자로 논문을 출판하고 있다. 전문 연구자에게 아마추어 천문가가 관측 결과를 제공하는 것에 그치는 낡은 방법이 아니라 아마추어와 전문가가 동등한 자격을 갖고 연구에 임하는 새로운 학문 형태의 선구자 역할을 하고 있다.
1973년부터 2004년 작고할 때까지 Janet Akyüz Mattei가 오랫동안 회장직을 맡고 있었다. 그녀의 사후 안 헨덴이 회장 자리를 이어받아 운영하고 있다.
협회는 1911년부터 1956년까지 매사추세츠주 캠브리지 하버드 대학교 천문대에 자리를 잡고 있었으며, 이후 도시 내를 전전하여 1985년 처음으로 건물을 구입, 클린턴 B. 포드 천문 데이터 연구 센터(Clinton B. Ford Astronomical Data and Research Center)에 입주했다. 2007년 약 30미터 떨어진 근처 스카이 출판사(Sky Publishing)가 떠난 후 비어 있던 빌딩을 구입하여 입주했다.

## 같이 보기
- 천문학회 목록